# Néstor García Canclini
Néstor García Canclini (La Plata, 1º dicembre 1939) è un antropologo argentino con cittadinanza messicana.

## Biografia
Nato in Argentina nel 1939, studiò Filosofia all'Università Nazionale di La Plata e all'Università di Parigi.
Insegnò all'Università di La Plata dal 1966 al 1975, e all'Università di Buenos Aires dal 1974 al 1975. Durante la sua carriera, ha insegnato anche a Austin, Duke, Stanford, Barcellona e Sao Paulo.
Per le sue pubblicazioni nel campo dell'antropologia, ricevette la Guggenheim Fellowship, il Premio Casa de las Américas e il "Book Award" della "Asociación de Estudios Latinoamericanos".
Dal 1990 lavora alla Universidad Autónoma Metropolitana di Città del Messico, dove svolge anche un ruolo di ricercatore.
I temi principali affrontati da García Canclini nelle sue opere riguardano la globalizzazione e l'interculturalità.

## Opere principali
- Epistemología e historia. La dialéctica entre sujeto y estructura en Merleau-Ponty, 1979.
- Arte popular y sociedad en América Latina. Teorías estéticas y ensayos de transformación, 1987.
- La producción simbólica-Teoría y método en sociología del arte, México, Siglo XXI, 1979.
- Las culturas populares en el capitalismo, 1982.
- Políticas culturales en América Latina, 1987.
- Culturas híbridas. Estrategias para entrar y salir de la modernidad, 1990.
- La educación y la cultura ante el Tratado de Libre Comercio, 1993).
- El consumo cultural en México, 1993.
- Los nuevos espectadores. Cine, televisión y video en México, 1994.
- Consumidores y ciudadanos. Conflictos multiculturales de la globalización, 1995.
- La ciudad de los viajeros. Travesías e imaginarios urbanos: México 1940-2000, 1996.
- La globalización imaginada, 1999.
- Latinoamericanos buscando lugar en este siglo, Buenos Aires, 2002.
- Diferentes, desiguales y desconectados. Mapas de la interculturalidad 2004.
- La antropología urbana en México, 2005.
- Lectores, espectadores e internautas, 2007.
- Differenti, disuguali, disconnessi. Mappe interculturali del sapere, Meltemi Melusine Editore, Roma, 2010.
- Cultures hybrides. Stratégies pour entrer et sortir de la modernité, Presses de l’Université Laval, Québec, 2010.
- La sociedad sin relato, Antropología y estética de la inminencia, Katz editores, Buenos Aires, 2010.